# 안겔라 크리슬린스키
안겔라 크리슬린스키(Angela Krislinzki, 1992년 7월 21일 ~ )는 폴란드의 인도계 영화 배우, 텔레비전 배우, 모델이다.

## 출연 작품
- Jyothi Lakshmi (2015)
- Size Zero (2016)
- Rogue (2017)
- 1921 (2018)